# Masaki Toyoda
Masaki Toyoda (japanisch 豊田 将樹; * 17. Januar 1998 in der Präfektur Kagoshima) ist ein japanischer Hürdenläufer, der sich auf die 400-Meter-Distanz spezialisierte.

## Sportliche Laufbahn
Erste internationale Erfahrungen sammelte Masaki Toyoda 2015 bei den Jugendweltmeisterschaften in Cali, bei denen er in 50,53 s die Bronzemedaille gewann. 2019 nahm er an der Sommer-Universiade in Neapel teil und belegte dort in 49,27 s den vierten Platz. Auch mit der japanischen 4-mal-400-Meter-Staffel erreichte er in 3:04,34 min Rang vier. Zudem qualifizierte er sich für die Weltmeisterschaften in Doha, bei denen er mit 50,30 s im Halbfinale ausschied.
Toyoda ist Student an der Hōsei-Universität.

## Persönliche Bestleistungen
- 400 m Hürden: 49,05 s, 29. Juni 2019 in Fukuoka